# Овален тайник
Овален тайник (Listera ovata) е вид коренищна орхидея.

## Описание
Коренището е хоризонтално, месесто, жлезисти власинки. Стъблото е сравнително високо, достига до 20 – 60 см. В основата са разположени два едри срещуположни листа, често ориентирани хоризонтално. Те са с овална форма и с дължина 4 – 13 см.

## Разпространение
В България се среща в гори, храсталаци и поляни в цялата страна, докъм 1400 м надм.вис.